# 벽개

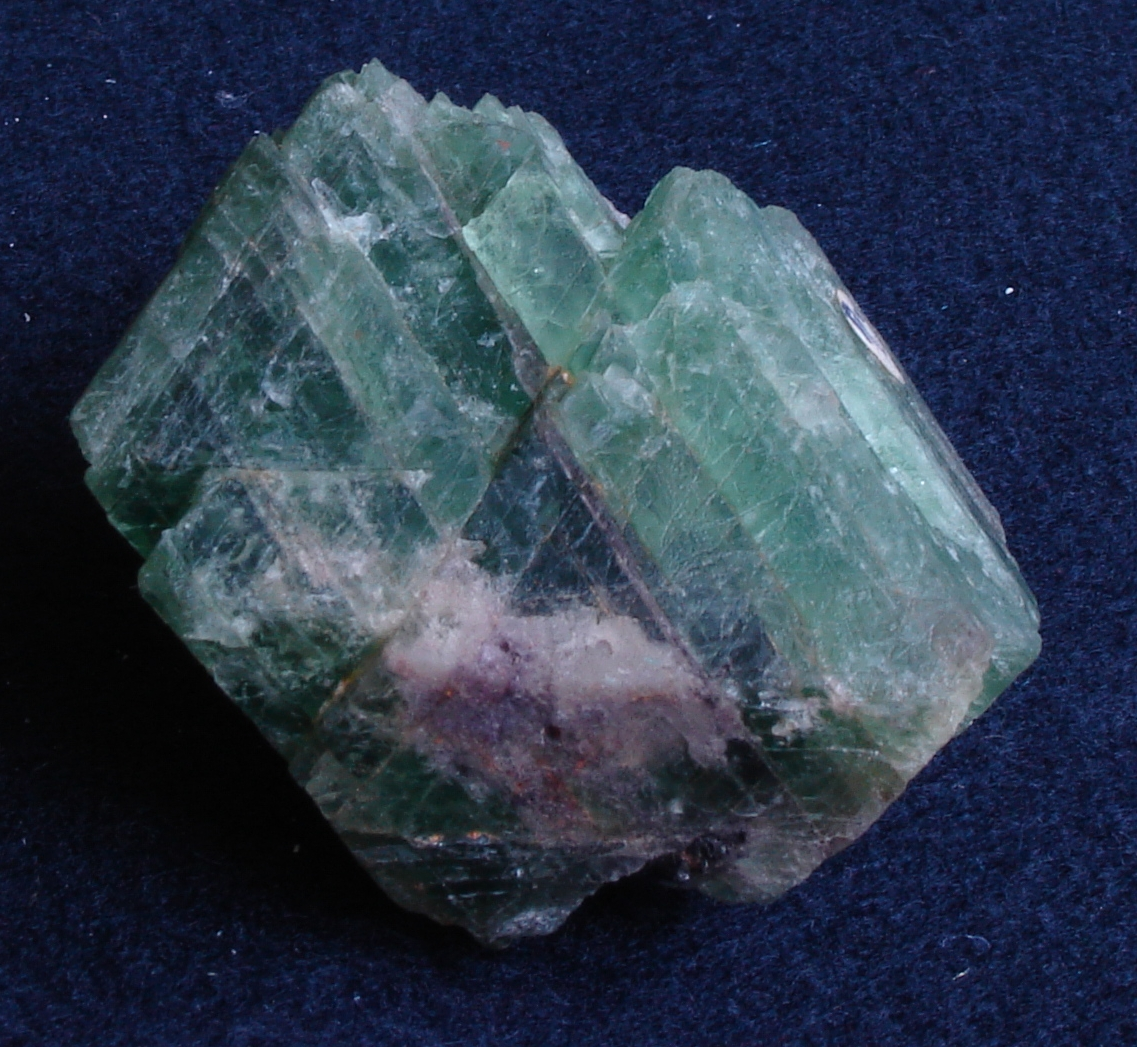
두드러진 벽개를 지닌 형석

벽개(劈開)는 광물학·결정학적으로 어떤 광물의 결정이 일정한 구조와 결을 따라서만 쪼개지는 특징을 일컫는다. 벽개는 원자와 이온 배열 때문에 일어나며 쪼개지면 육안으로도, 현미경으로도 관찰할 수 있는 매끄러운 표면을 만든다.